# Claude (Zeichentrickserie)
Claude (Originaltitel: Fun With Claude) ist eine britische Zeichentrickserie, die zwischen 2008 und 2009 produziert wurde. Die Geschichte basiert auf der Buchvorlage von David Wojtowycz.

## Handlung
Der kleine, wissbegierige, dreijährige Eisbär Claude, der zuvor im kalten Norden lebte, hat ein neues Zuhause in der Südsee gefunden. Zusammen mit der Nachbarin Doris und ihrem Bruder Boris erkundet er seine Umwelt und erlebt unterschiedliche Abenteuer.

## Produktion und Veröffentlichung
Die Serie wurde zwischen 2008 und 2009 in Großbritannien produziert. Dabei sind 52 Folgen entstanden.
Regie führte Owen Stickler. Am Drehbuch beteiligten sich Phil Jackson, Denise Cassar, Jon Groves, Mark Slater, Tracey Hammett und Wayne Jackman. Die Produktion übernahmen Red, Blue Productions und Dot To Dot Productions.
Die deutsche Erstausstrahlung fand am 6. November 2009 auf KIKA statt. Weitere Ausstrahlungen erfolgten ebenfalls auf ZDF und Junior.

## Synchronisation
Die Synchronisationfirma war die Bavaria Synchron in München. Das Dialogbuch und Dialogregie schrieb Ursula von Langen, der auch Redaktion war Heike Lagé.

## Episodenliste
| Nr. | Titel                    | deutsche Erstausstrahlung |
| --- | ------------------------ | ------------------------- |
| 1   | Quak, quak               | 6. November 2009          |
| 2   | Farben                   | 7. November 2010          |
| 3   | Es stinkt                | 9. November 2009          |
| 4   | Abfall                   | 21. November 2010         |
| 5   | Verstecken               | 10. November 2009         |
| 6   | Post                     | 5. Dezember 2010          |
| 7   | Künstler                 | 11. November 2009         |
| 8   | Sand                     | 2. Januar 2011            |
| 9   | Sport                    | 12. November 2009         |
| 10  | Blumen                   | 16. Januar 2011           |
| 11  | Helden                   | 13. November 2009         |
| 12  | Essen                    | 30. Januar 2011           |
| 13  | Vögel                    | 16. November 2009         |
| 14  | Regen                    | 13. Februar 2011          |
| 15  | Eile                     | 17. November 2009         |
| 16  | Schmutzig                | 27. Februar 2011          |
| 17  | Formen                   | 18. November 2009         |
| 18  | Überraschung             | 13. März 2011             |
| 19  | Lieblingsbild            | 19. November 2009         |
| 20  | Igel                     | 27. März 2011             |
| 21  | Forscher                 | 20. November 2009         |
| 22  | Geheimnisvoll            | 3. April 2011             |
| 23  | Wind                     | 23. November 2009         |
| 24  | Blätter                  | 17. April 2011            |
| 25  | Daheim                   | 31. Januar 2011           |
| 26  | Die Stimme ist weg       | 1. April 2011             |
| 27  | Lustige Spiele           | 1. Februar 2011           |
| 28  | Disco im Park            | 15. April 2011            |
| 29  | Toller Hut               | 2. Februar 2011           |
| 30  | Regenbogen               | 29. April 2011            |
| 31  | Tolle SchachtelnBoxes    | 3. Februar 2011           |
| 32  | Was quietscht da?Squeaky | 25. September 2011        |
| 33  | Zauberei                 | 4. Februar 2011           |
| 34  | Mutige Ritter            | 19. Juni 2011             |
| 35  | Flohmarkt                | 7. Februar 2011           |
| 36  | Probleme                 | 6. April 2012             |
| 37  | Autorennen               | 8. Februar 2011           |
| 38  | Hüte                     | 8. April 2012             |
| 39  | Zeichen                  | 9. Februar 2011           |
| 40  | Alles kaputt             | 10. April 2012            |
| 41  | Erwachsen                | 10. Februar 2011          |
| 42  | Hilfreiche Eltern        | 12. April 2012            |
| 43  | Berufe                   | 11. Februar 2011          |
| 44  | Nacht                    | 24. Juli 2011             |
| 45  | Fangen                   | 14. Februar 2011          |
| 46  | Besucher                 | 7. August 2011            |
| 47  | Ärzte                    | 15. Februar 2011          |
| 48  | Zirkus                   | 21. August 2011           |
| 49  | Klänge                   | 16. Februar 2011          |
| 50  | Weltallbären             | 4. September 2011         |
| 51  | Badespaß                 | 17. Februar 2011          |
| 52  | Schatzsuche              | 18. September 2011        |